# Blå Lagune
 Denne artikel omhandler en turistattraktion. Opslagsordet har også en anden betydning, se Den blå lagune (film).
Den Blå Lagune (Islandsk: Bláa lónið, engelsk: Blue Lagoon) er nogle damme med varmt, mineralholdigt saltvand fra undergrunden, omgivet af lavasten og sorte sandstrande og er et af de mest besøgte turistmål i Island. Den ligger på halvøen Reykjanes ved Grindavík i det sydvestlige Island nær Keflavik ca. 50 km sydvest for Reykjavík.
I det indhegnede område holdes temperaturen på konstant 37-39° Vandet har et højt indhold af hvidt kiseller og svovl, og badning skulle være godt mod psoriasis.
Man holder temperaturen konstant ved at indstille, hvor meget varmt vand man hælder i dammene. Det overskydende varme vand føres så ud i en fjern dam via en rørleding. 
Dammene får vandet fra et geotermisk kraftværk, som ikke kan pumpe ligeså meget vand ned i undergrunden, som det pumper op. Derved har man fået et affaldsproblem, som man løser ved at hælde det varme vand i nogle lavninger, og disse lavninger har så udviklet sig til den Blå Lagune.
Ved et af bassinerne ligger en klinik, der har specialiseret sig i psoriasisbehandling.
Undersøgelser har vist, at bakterier fra mennesker dør, når de kommer i vandet. Sår heles hurtigt i vandet. Vandet er lidt giftigt, så man må ikke drikke for meget af det. Men til gengæld er det så fri for alle sygdomsfremkaldende bakterier.